# Cyperus muniziae
Cyperus muniziae är en halvgräsart som beskrevs av Gordon C. Tucker. Cyperus muniziae ingår i släktet papyrusar, och familjen halvgräs. Inga underarter finns listade i Catalogue of Life.